# Давоян, Размик Никогосович
Ра́змик Никого́сович (Николаевич) Давоя́н (арм. Ռազմիկ Նիկողոսի Դավոյան; 3 июля 1940, Мец-Парни, Армянская ССР, СССР — 11 января 2022) — армянский  общественный деятель, поэт.

## Биография
Размик Давоян родился 3 июля 1940 года в селе Мец-Парни Спитакского района. Здесь же получил начальное образование, а в 1949 году вместе с семьёй переехал в Ленинакан (ныне Гюмри), где обучается в средней школе и местном медицинском училище. Поработав год в Ленинакане, переехал в Ереван, где в 1959 году поступил, а уже в 1964 году окончил историко-филологический факультет Армянского государственного педагогического института им. Хачатура Абовяна.
Учёбу совмещал с работой в редакции ежемесячника «Гитутюн ев техника» («Наука и техника») в качестве заведующего отдела антропологии и медицины. Параллельно работал в редакции газеты «Гракан терт» («Литературная газета») в качестве корректора.
С 1965 года в газете «Гракан терт» заведовал отделом поэзии и прозы. С 1970 года работал в отделе прессы Комитета по культурным связям с диаспорой. С 1975 по 1990 гг. — ответственный секретарь Комитета по государственным премиям Армении.
Одновременно, в 1989 году занимал должность первого заместителя председателя Комиссии по зоне бедствия Верховного Совета Армении, сопредседателем общественной организации «Верацнунд» («Возрождение»). С 1991 года — председатель правления «Амазгаин» Армении. С 1994 по 1996 гг. — председатель правления Союза писателей Армении. С 1999 года по 2003 годы Размик Давоян занимал должность советника президента Республики Армения.
Первое стихотворение было напечатано в 1957 году в ленинаканской газете «Банвор» («Рабочий»). Первое собрание сочинений было издано в 1963 году.
Скончался 11-го января 2022 года в Армении.

## Изданные книги

### На армянском
- «Мой мир», 1963
- «Посреди теней», 1967
- «Реквием», 1969
- «Порушенные кресты», 1972
- «Медовый хлеб», 1973
- «Открой свою кору», 1975
- «Что случилось?» (дет.), 1977
- «Поэмы», 1980
- «Горячие плиты», 1983
- «Торос Рослин» (проза), 1983
- «Стихотворения», 1984
- «Медная роза», 1985
- «Грустный слон» (дет.), 1985
- «Гений и память»(проза), 1986
- «Избранные произведения», 1987
- «Каменная подушка», 1989
- «Реквием» (целостный), 1998
- «Учение о жизненной энергии» (теор.), 1998
- «Духовный Хлеб», 2001

### На русском
- «Открой свою кору», 1976
- «Зимняя снежинка – весенний цветок», 1978
- «Сердцевинка дерева», 1980
- Winter Snowflake, Spring Blossom (Children's), 1980
- «Эпос юности», 1982
- «Золотая сеть», 1987
- «Беспредельная гора», 1988

### На чешском
- «Пергаментова Сора», 1989, Прага.

### На английском
- Selected Poems, Macmillan UK, Oxford, 2002.

## Награды
- Государственная премия Армянской ССР (1985).
- Государственная премия Республики Армения (2003).
- Государственная премия Республики Армения (2010).
- Орден Святого Месропа Маштоца (1998).
- Медаль «За заслуги перед Отечеством» 1 степени (29 ноября 2010) — за значительный вклад в развитие армянской литературы[6].
- Орден Армянской апостольской церкви «Святые Саак и Месроп» (2011).
- Межгосударственная премия СНГ «Звёзды Содружества» (2011)[7].
- Памятная медаль Премьер-министра Республики Армения (2015).
- Почётный гражданин Еревана (2017)[8].